# Bjala (Varna)
Bjala (bulharsky Бяла) je město ležící ve východním Bulharsku, na pobřeží Černého moře. Je správním střediskem stejnojmenné obštiny a žije v něm přibližně 2 200 obyvatel, a tak jde o nejmenší město ve Varenské oblasti.

## Geografie
Bjala se nachází na hranici mezi Varenskou a Burgaskou oblastí, téměř ve stejné vzdálenosti od jejich správních sídel — Varna (56 km) a Burgas (70 km). Nejbližším městem je Obzor vzdálený pouhých 5 km.
Současný reliéf Bjaly je typicky kopcovitý. Do severozápadních částí města zasahují východní svahy Kamčijského pohoří, nejvýchodnější části Staré planiny. Sklonem 2 až 5 % tyto svahy mírně klesají směrem k moři.
Pobřeží u města je kombinací skalnatého pobřeží, malých zátok a pláží s písečnými dunami. Pláže jsou vesměs úzké; většina z nich je orientována na východ, severovýchod a jihovýchod, což nabízí optimální podmínky pro sluneční svit. Centrální a východní části města zasahují až k pláži v délce asi 500 m. Na opačné straně jsou malé pláže vilových oblastí. Celková délka pláží u města je cca 3,5 km.

## Historie

### Starověk a středověk

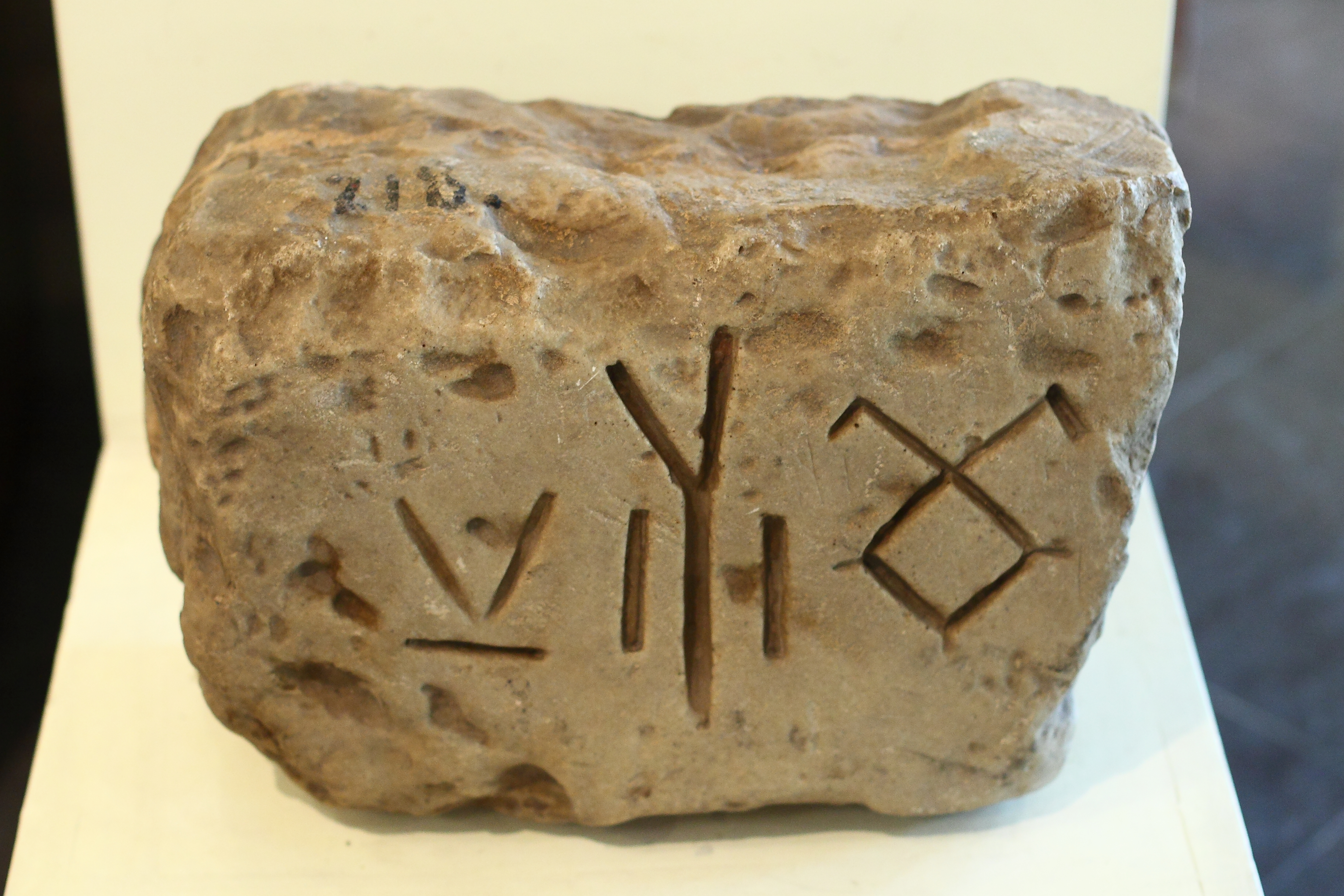
Kámen s vyřezanými znaky (7.–9. století)

První osídlení ve zdejší oblasti pravděpodobně vzniklo v 6. století př. n. l. kolem zátoky u Mysu svatého Atanase. Svědčí o tom výsledky podmořského archeologického výzkumu na této lokalitě v letech 1979 a 1988–1989. Osada se nacházela u římské silniční stanice Templum Iovis a blízké římské pevnosti. Stanice byla pojmenována podle zasvěcení zdejšího chrámu Jupiterovi.
Při archeologickém průzkumu Mysu svatého Atanase byla objevena pozdně antická (raně byzantská) pevnost, která byla součástí velkého vojenského obranného systému postaveného za byzantských císařů Anastasia I. a Justiniána I. Rozkládal se na ploše asi 3,8–4,0 hektary. Linie opevnění se skládala z pevnostní zdi a příkopu před ní. Stála tu velká věž, její základy mají průměr přes 14–15 m. Nedaleko hradební zdi byly kasárny, jedna z jejichž budov je částečně prozkoumána. Při vykopávkách se také zjistilo, že před výstavbou pevnosti na ostrohu existovala římská osada.
Nejzajímavějším zde nalezeným objektem je raně křesťanská bazilika z 5. století. Pevnost byla zničena a vypálena během avaro – slovanských nájezdů na počátku 7. století.
Po založení první bulharské říše v roce 681 do ní spadala i oblast dnešního města. Z oné doby pochází hliněný obranný val, v současnosti značně poničený, který chránil pobřeží mezi řekami Dvojnica a Panair dere, které ústí do moře mezi Obzorem a Bjalou. V náspu tohoto valu byl nalezen kámen s vyřezávanými runovými znaky.

### Osmanské období
Vesnice je poprvé zmiňována v roce 1731 v osmanském rejstříku pod názvy Akdere (údolí bílé řeky) a Kuruköy (suchá vesnice). Podle vzpomínek místních obyvatel se osada koncem 19. století rozdělila na dvě, které nesly název podle kostelů v nich umístěných – řecká neboli svatého Nanebevzetí a svaté Paraskevy.
Z událostí před rokem 1878 je Bjala spojena se jménem psance Šterju Pevtičeva. Obyvatelé města mu v roce 1986 postavili pomník, který se nachází v centru.

### Po osvobození

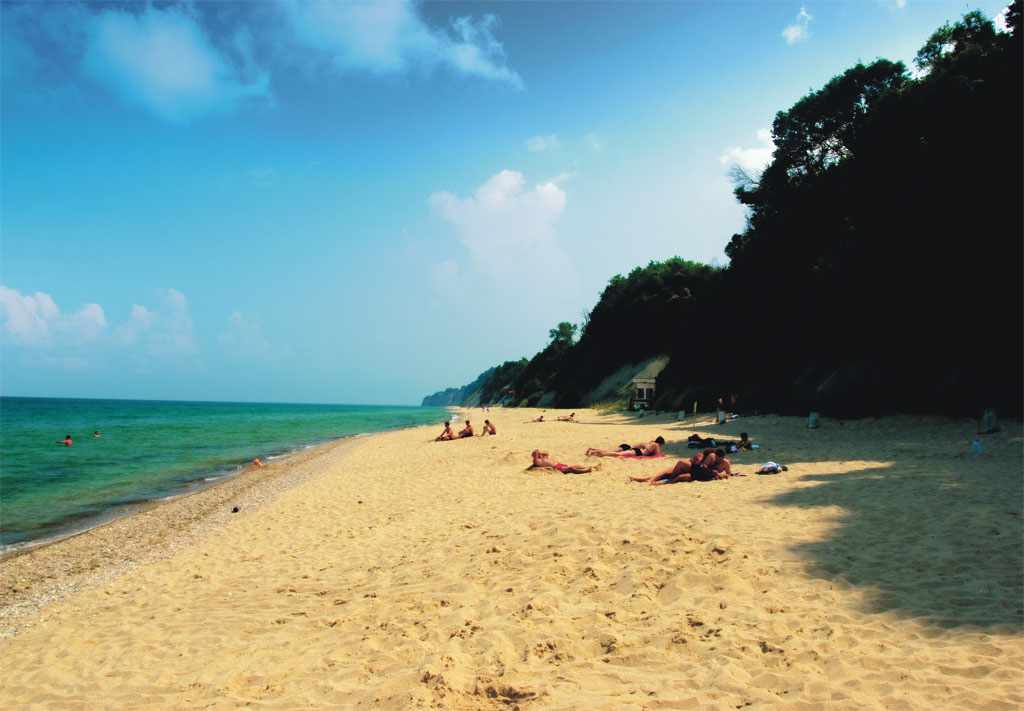
Nedotčená pláž Kara Dere

Na počátku 20. století byla Bjala největší vesnicí v Varenském okruhu a byla centrem produkce surového dřeva. Podle informací v pravidelném tisku zřídila v roce 1905 Bulharská paroplavební společnost v Bjale zastávku parníku Sofia na trase Varna – Burgas. Od roku 1923 v obci trvale ordinuje lékař. Mezi lety 1925 a 1928 z Bjaly emigrovalo asi dvě stě rodin do Řecka – Katerini, Korinos, Kitros a Aspros. V jejich domech se usadili bulharští uprchlíci z Makedonie a později také z východní Thrákie a severní Dobrudže.
Po druhé světové válce začal rozvoj obce. Do té doby byly domy jednopatrové, omítnuté hlínou nebo zcela bez omítky. Správa obštiny se přemístila do kasáren opuštěných německými vojsky. Pro telegrafní poštu, lékařskou kliniku, porodnici, veterinární kliniku atd. kanceláře byly pronajmuty prostory v soukromých domech. Na zvelebování osady měla velký podíl nucená práce. Byla zavedena v roce 1948 a byla použita při výstavby školy, kulturního domu, mostů a silniční sítě, vodovodu a elektrifikace, terénních úprav.
Na výstavbu veřejných budov a návrh nového centra byly přiděleny značné prostředky. V roce 1976 byla otevřena mateřská škola a lékárna, přestavěna pošta. V 70. letech byla zahájena výstavba polikliniky, která byla oficiálně otevřena v roce 1983. Statut města byl Bjale udělen výnosem č. 2907 z 5. září 1984.

## Obyvatelstvo
Níže uvedená tabulka ukazuje vývoj populace města od třicátých let (1934 – 2021):
| rok      | 1934  | 1946  | 1956  | 1965  | 1975  | 1985  | 1992  | 2001  | 2011  | 2021  |
| populace | 2 249 | 2 416 | 2 407 | 2 530 | 2 624 | 2 488 | 2 416 | 2 108 | 2 034 | 2 227 |

K 15. září 2024 ve městě žilo 2 262 obyvatel a bylo zde trvale hlášeno 2 102 obyvatel. Podle sčítání z 1. února 2011 bylo národnostní složení následující:
- Bulhaři: 1 935 (99.3 %)
- ostatní[p 2]: 13 (0.7 %)